# Darran Lindsay
Darran Lindsay (* 1971 in Dundrod; † 9. September 2006 in Dublin) war ein britischer Motorradrennfahrer, der sowohl Straßen- als auch Rundkursrennen fuhr.

## Leben und Karriere
Lindsay wurde unmittelbar an der Rennstrecke von Dundrod geboren und begann 1990 mit dem professionellen Rennsport. Insgesamt konnte er viermal den irischen Meistertitel (in den Klassen 125 cm³, 250 cm³ und 600 cm³) erfahren. An der TT nahm er 1999, 2000 und 2005 teil konnte jedoch hier nie wirklich überzeugen. Lediglich in der Nachwuchsrennserie, dem Manx Grand Prix, errang er 1997 und 1998 Siege.
Lindsay, der mit seiner Frau Kerry drei Kinder hatte, galt als ausgesprochenes Talent auf Zweitaktern – die jedoch zu dieser Zeit zunehmend – auch aus Aspekten des Umweltschutzes – aus dem Rennsport verdrängt wurden. 
Nach einer Reihe tödlicher Unfälle im Umfeld des Ulster-GP in 2000 stellte Lindsay seinen Rückzug vom Rennsport in den Raum, da er zu viele Freunde bereits durch Unfälle verloren habe. Er und andere warfen so eine Diskussion über die Sicherheit bei Straßenrennen auf. Dies setzte er jedoch nicht um. Beim Training zum Killilane Straßenrennen in Dublin raste er mit über 190 km/h in das Heck eines vor ihm bremsenden Fahrers und verstarb.
| Jahr | Klasse            | Maschine | Rennen         |
| ---- | ----------------- | -------- | -------------- |
| 2002 | 125 cm³           | Suzuki   | Ulster GP      |
| 2002 | 250 cm³           | Honda    | Ulster GP      |
| 2002 | Production 600    | Honda    | Ulster GP      |
| 2003 | Production 600    | Honda    | Ulster GP      |
| 2003 | 125 cm³ / 400 cm³ | Honda    | North West 200 |
| 2006 | 250 cm³           | Honda    | Ulster GP      |